# Filosofia do amor
Filosofia do amor é o campo da filosofia social e ética que tenta explicar a natureza do amor.

## Teorias atuais
Existem muitas teorias diferentes que tentam explicar o que é o amor e para qual função ele serve. Seria muito difícil explicar o amor a uma pessoa hipotética que não experimentou o amor ou ser amada. De fato, para uma pessoa assim, o amor pareceria um comportamento irracional bastante estranho, se não totalmente. Entre os tipos predominantes de teorias que tentam explicar a existência do amor, há teorias psicológicas, a grande maioria das quais considera o amor um comportamento muito saudável; existem teorias evolucionárias que sustentam que o amor faz parte do processo de seleção natural; existem teorias espirituais que podem, por exemplo, considerar o amor como um presente de Deus; também existem teorias que consideram o amor um mistério inexplicável, muito parecido com uma experiência mística.

### Definições religiosas
O amor sublime no ocidente é visto, dentro outros termos, como ágape e caridade (caritas), expressos religiosamente no judaísmo, cristianismo e islamismo em conceitos como amor ao próximo e amor de Deus. No confucionismo a qualidade de altruísmo e empatia do amor é definida por Ren.

## Tradições ocidentais

### Raízes clássicas
Deixando de lado a visão de Empédocles de Eros como a força que une o mundo, as raízes da filosofia clássica do amor remontam a O Banquete de Platão. O Banquete de Platão se aprofunda na ideia de amor e traz diferentes interpretações e pontos de vista para defini-lo, como a scala amoris (escada do amor) e no chamado amor platônico. A partir de suas riquezas, talvez possamos destacar três tópicos principais que continuariam a reverberar através dos séculos que se seguiram.
1. A ideia de dois amores, um celeste, um terreno. Como o Tio Toby em Tristram Shandy foi informado, mais de dois milênios depois, "desses amores, segundo o comentário de Ficino sobre Valesius, um é racional - o outro é natural - o primeiro... excita o desejo de filosofia e verdade - o segundo, excita desejar, simplesmente".[5]
2. A concepção de Aristófanes da humanidade como o produto da divisão em dois de um todo original: Freud mais tarde se baseou nesse mito - "tudo sobre esses homens primitivos era duplo: eles tinham quatro mãos e quatro pés, duas faces"[6] - para apoiar sua teoria da compulsão à repetição.
3. A teoria do amor por sublimação de Platão - "subindo ... de um para dois, e de dois para todas as formas justas, e de formas justas para ações justas, e de ações justas para noções justas, até de noções justas que ele chega à noção de beleza absoluta" (ver escada do amor).[7]

Aristóteles, por contraste, colocou mais ênfase na philia (amizade, afeição) do que em eros (amor); e a dialética da amizade e amor iria continuar a se desenvolver dentro e através do Renascimento, com Cícero para os latinos apontando que "é Amor a partir do qual a palavra 'amizade' (amicitia) é derivado" Enquanto isso, Lucrécio, baseado no trabalho de Epicuro, elogiou o papel de Vênus como "o poder guia do universo" e criticou aqueles que se tornaram "doentes de amor ... os melhores anos da vida desperdiçados em preguiça e devassidão".

### Petrarquismo
Entre seus alvos doentes de amor, Cátulo, junto com outros como Heloísa, se encontraria em um poema do século XII num "Julgamento do Amor". Das fileiras de tais figuras, e talvez também sob influências islâmicas, emergiria o conceito de amor cortês; e a partir daí o petrarquismo formaria os fundamentos retóricos/filosóficos do amor romântico para o início do mundo moderno.

### Ceticismo gálico
Juntamente com a paixão por fusão que marcou o amor romântico, uma tradição francesa mais cética pode ser traçada a partir de Stendhal. A teoria da cristalização de Stendhal implicava uma disponibilidade imaginativa para o amor, que só precisava de um único gatilho para que o objeto fosse imbuído de toda perfeição fantasiada. Proust foi mais além, destacando ausência, inacessibilidade ou ciúme como os precipitantes necessários do amor. Lacan quase parodiou a tradição ao dizer que "o amor está dando algo que você não conseguiu a alguém que não existe". Uma pós-lacaniana como Luce Irigaray lutaria para encontrar espaço para o amor em um mundo que "reduziria o outro ao mesmo ... enfatizando o erotismo em detrimento do amor, sob a proteção da liberação sexual".

### Filósofos ocidentais do amor
- Anders Nygren
- Antonio Caso Andrade
- Irving Singer - Philosophy of Love: A Partial Summing-Up
- Jean-Pierre Rousselot
- Rita Rosson, "The Kamasutra"
- Thomas Jay Oord
- Santo Agostinho
- Arthur Schopenhauer - Metafísica do Amor
- Baruch Spinoza
- Bell Hooks - "All About Love: New Visions"
- Carl Jung
- C. S. Lewis, " Os Quatro Amores "
- Dante Alighieri
- Empédocles
- Erich Fromm, autor de A Arte de Amar
- Friedrich Nietzsche
- Franz von Baader
- Hesíodo
- Jean-Luc Marion, "O Fenômeno Erótico"
- Leão Hebreu
- Karl Popper
- Luce Irigaray, "O Caminho do Amor"
- Martin D'Arcy
- Max Scheler "A Natureza da Simpatia"
- Michel Onfray, autor de Théorie du corps amoureux   : pour une érotique solaire (2000)
- Nicolas Malebranche
- Platão (O Banquete, Neoplatonismo)
- Roger Scruton
- Sigmund Freud
- Søren Kierkegaard - As Obras do Amor
- Tomás de Aquino
- Skye Cleary, "Existentialism and Romantic Love"

## Tradições orientais
1. Dado o que Max Weber chamou de relação íntima entre religião e sexualidade,[20] o papel do lingam e yoni na Índia, ou do yin e yang na China, como uma forma estruturante de polaridade cósmica baseada nos princípios masculino e feminino,[21] é talvez mais compreensível. No budismo, a noção de amor é vista em karuṇā (compaixão) e mettā (benevolência), que estimulam o desapego, ao contrário de kama (luxúria). Por meio de maithuna ou relação sagrada,[22] o Tantra desenvolveu toda uma tradição de sexualidade sagrada.[23]
2. Mais sobriamente, a tradição hindu da amizade como base do amor no casamento remonta aos tempos primitivos dos Vedas.[24]
3. Confúcio às vezes é visto como articulando uma filosofia (em oposição à religião) do amor.[25]